# Peter Banjo Meyer
Peter „Banjo“ Meyer, in Veröffentlichungen auch Heinz-Peter Meyer oder Peter Meyer-Bits (* 28. März 1944 in Hamburg; † 6. Februar 2025 in Hittfeld) war ein deutscher Jazzmusiker (Banjo, Gitarre, Gesang), Musikproduzent und Rennfahrer. Jürgen Wölfer zufolge gilt er als „Legende unter den deutschen Musikern des traditionellen Jazz.“

## Leben und Wirken
Peter Meyer erhielt im Alter von neun Jahren Akkordeonunterricht. 1958 wechselte er zum Banjo und zur Gitarre, die er autodidaktisch erlernte. 1959 hatte er seinen ersten öffentlichen Auftritt mit einer Jazzband. Ab 1961 spielte er bei Sister Kate’s Jazzmen, dann bei den Jailhouse Jazzmen, bevor er 1963 mit dem Posaunisten Gerd Goldenbow die New Orleans Hot Owls gründete. 1964 ging er zu Abbi Hübners Low Down Wizards; er spielte weiterhin in verschiedenen Hamburger Jazz- und Rhythm-&-Blues-Bands wie den Steamboat Stompers oder der St. John's Jazzband. Kurzzeitig war er auch als Rennfahrer in der Formel V tätig; 1969 gewann er die Norddeutsche Meisterschaft.
1970 war er einer der Gründer der Hamburger Band Jazz Lips, die bis heute besteht, und wurde professioneller Musiker und Produzent. 1973 war er auf Tournee mit Ikey Robinson. Im Folgejahr stellte er Meyers Dampfkapelle zusammen, mit der er bis 1979 vier Alben veröffentlichte; mit dem Song „Ich mag so gern am Fließband steh’n“ hatten Hans Scheibner und er mit der Dampfkapelle einen Hit. Nach Auftritten in New Orleans und Chicago tourte er mit Thomas Jefferson, Paul Barnes und der von Clyde Bernhardt geleiteten Harlem Blues and Jazz Band durch Deutschland und nahm mit ihnen diverse Schallplatten auf. 1979 spielte er mit der Old Merry Tale Jazzband und Reiner Regels Airmail. Weitere Stationen seiner langen Karriere waren Live- und Fernseh-Auftritte und Plattenaufnahmen mit Gottfried Böttger, dem Bremer Sinfonieorchester in der Produktion Porgy & Bess und Solo-Engagements auf Banjo-Festivals in Amerika und bei Jazz Ascona. Auch gehörte er zu den Hamburg Jazz All Stars und gründete 1994 die European Jazz Giants, mit denen er mehrere Alben veröffentlichte und ebenso wie mit Lillian Boutté mehrfach auf Tournee ging. Zwischen 1996 und 2006 gehörte er zudem zu den Euro Top 8 des Klarinettisten Andy Cooper. Die Hansestadt Hamburg schickte ihn als musikalischen Botschafter zu Festivals in Marseille und Prag.
Daneben arbeitete er als freier Arrangeur, Produzent, Studiomusiker und Komponist für die Fernsehserie Sesamstraße und den NDR-Kinderfunk.
Peter Meyer wurde am 27. Februar 2025 auf dem Friedhof Hittfeld beigesetzt; die Trauerrede hielt Gerd Spiekermann.

## Lexikalische Einträge
- Jürgen Wölfer: Jazz in Deutschland. Das Lexikon. Alle Musiker und Plattenfirmen von 1920 bis heute. Hannibal, Höfen 2008, ISBN 978-3-85445-274-4.